# Шмігельська Наталія Олексіївна
Наталія Олексіївна Шмигельська (нар. 29 жовтня 1983, Харків, Українська РСР, СРСР) — українська підприємиця. Засновниця холдингів «Асторг», «Укрптахосервіс», ТМ «Готово» та «Фудмама». Входить до рейтингу «ТОП-25 найуспішніших українських менеджерів» за версією журналу «Власть денег». Входить в 20-ку найвпливовіших жінок в агробізнесі України (за версією журналу «ТОП-100. Рейтинги найбільших» і читачів порталу womo.ua). Входить до рейтингу «100 найбільш надихаючих людей України» за версією видання MC Today.

## Життєпис

### Освіта
- Харківський національний економічний університет (спеціаліст, «Облік і Аудит»);
- Міжрегіональна академія управління персоналом («Право»);
- Національна академія державного управління при Президентові України («Державне управління»);
- Національний університет «Львівська політехніка» (кандидат юридичних наук);
- Ступінь President MBA (2010 р).

### Кар'єра
У 19 років заснувала бізнес з нуля без стартового капіталу. 1-й мільйон доларів США заробила в 24 роки, керує командою понад 400 осіб.
2002 р. — приватна підприємиця, старт бізнесу з нуля (19 років).
2006 р. — ТД Асторг, 100 % власниця.
2010 р.. — покупка 50 % компанії «Укрптахосервіс». Сфера діяльності — виробництво і торгівля м'ясними напівфабрикатами.
2014 р. — стає 100 % власницею компанії «Укрптахосервіс».
2016 р. — старт проєкту ТМ «Готово».
2017 р. — продукція на полицях у всіх великих торгівельних мережах Києва, Одеси, Харкова та Дніпра.
Виступає спікеркою на заходах з 1000+ аудиторією, таких, як Kyiv International Economic Forum, Лабораторія Онлайн Бізнесу, Big Money Інтенсив, Business Wisdom Summit, WomanConf Одеса, SUPERWOMAN, SHE Congress, надихаючи підприємців і менеджерів з усієї України та за її межами.

### Особисте життя
Одружена. Діти: син Олександр (16.04.2014) і дочка Патріція (29.08.2016).
Вивчає і практикує філософію життя, що базується на усвідомленості.

## Відзнаки
Відзначена як найуспішніша жінка 2018 року в номінації «Бізнесвумен» і в 2019 році в номінації «Жіноче лідерство» (рейтинг журналу «ТОП 100. Рейтинг найбільших»).
У 2019 році компанія «Укрптахосервіс» відзначена журналом «ТОП-100. Рейтинги найбільших» як «Прорив року» у рейтингу 26 найкращих роботодавців.

## Додатково
1. Евгений Черняк. Big Money. Наталия Шмигельская: хрупкие плечи в большом бизнесе [Архівовано 29 листопада 2020 у Wayback Machine.].
2. Бизнес-портрет. Наталия Шмигельская: о бизнес-бесстрашии, материнстве и поисках своего предназначения [Архівовано 28 листопада 2020 у Wayback Machine.].
3. Интервью. «Готовый рецепт. От дистрибуции курятины до полуфабрикатов и органического масла — опыт компании Асторг [Архівовано 19 вересня 2020 у Wayback Machine.]».
4. Інтерв'ю. «Залишайся успішним: як компанія „Укрптахосервіс“ зберігла стійкість в умовах карантину [Архівовано 28 листопада 2020 у Wayback Machine.]».